# Air Supply
Air Supply ist eine australische Pop-Band.

## Geschichte
Die beiden Hauptmitglieder Russell Hitchcock (* 15. Juni 1949 in Melbourne, Australien) und Graham Russell (* 1. Juni 1950 in Nottingham, Großbritannien) spielten in einer Produktion des Musicals Jesus Christ Superstar mit und veröffentlichten 1976 in Australien ihre erste Single. Der Erfolg setzte ein, als sie 1977 im Vorprogramm von Rod Stewart auftraten. Von 1980 bis 1986 erzielten sie allein in den USA über zehn Hits, darunter drei Millionenseller. Ein Teil der Songs wurde von Jim Steinman in dessen typischem Sound geschrieben und produziert.
1988 trennten sich die Sänger. Sie vereinigten sich 1991 wieder und veröffentlichten das Album The Earth Is. Die Band existiert bis heute und veröffentlicht regelmäßig neue Alben, konnte jedoch nicht wieder an die Erfolge der frühen 1980er Jahre anknüpfen.
Eine Coverversion von All Out Of Love brachte dem Sänger Andru Donalds 1999 eine Goldene Schallplatte. 
2013 wurden Air Supply in die ARIA Hall of Fame aufgenommen.

## Diskografie

### Studioalben
- 1976: Air Supply
- 1977: The Whole Thing’s Started
- 1977: Love and Other Bruises
- 1979: Life Support

| Jahr | Titel                 | Höchstplatzierung, Gesamtwochen, AuszeichnungChartplatzierungen (Jahr, Titel, Platzierungen, Wochen, Auszeichnungen, Anmerkungen) | Höchstplatzierung, Gesamtwochen, AuszeichnungChartplatzierungen (Jahr, Titel, Platzierungen, Wochen, Auszeichnungen, Anmerkungen) | Höchstplatzierung, Gesamtwochen, AuszeichnungChartplatzierungen (Jahr, Titel, Platzierungen, Wochen, Auszeichnungen, Anmerkungen) | Höchstplatzierung, Gesamtwochen, AuszeichnungChartplatzierungen (Jahr, Titel, Platzierungen, Wochen, Auszeichnungen, Anmerkungen) | Anmerkungen                       |
| Jahr | Titel                 | DE | UK | US | AU | Anmerkungen                       |
| ---- | --------------------- | --- | --- | --- | --- | --------------------------------- |
| 1980 | Lost in Love          | — | — | US22 ×2Doppelplatin · (104 Wo.)US                                                                                                 | AU aAU | Erstveröffentlichung: März 1980   |
| 1981 | The One That You Love | — | — | US10 Platin · (60 Wo.)US | AU aAU | Erstveröffentlichung: Juni 1981   |
| 1982 | Now and Forever       | DE61 (1 Wo.)DE | — | US25 Platin · (38 Wo.)US | AU aAU | Erstveröffentlichung: Juni 1982   |
| 1985 | Air Supply            | — | — | US26 Gold · (21 Wo.)US | AU aAU | Erstveröffentlichung: Juni 1985   |
| 1986 | Hearts in Motion      | — | — | US84 (9 Wo.)US | AU aAU | Erstveröffentlichung: August 1986 |

Weitere Studioalben
- 1987: The Christmas Album
- 1991: The Earth Is …
- 1993: The Vanishing Race
- 1995: News from Nowhere
- 1997: The Book of Love
- 2001: Yours Truly
- 2003: Across the Concrete Sky
- 2010: Mumbo Jumbo

### Livealben
- 1995: Greatest Hits Live … Now and Forever
- 2005: All Out of Love Live
- 2007: Live in Canada

### Kompilationen
| Jahr | Titel                   | Höchstplatzierung, Gesamtwochen, AuszeichnungChartplatzierungen (Jahr, Titel, Platzierungen, Wochen, Auszeichnungen, Anmerkungen) | Höchstplatzierung, Gesamtwochen, AuszeichnungChartplatzierungen (Jahr, Titel, Platzierungen, Wochen, Auszeichnungen, Anmerkungen) | Höchstplatzierung, Gesamtwochen, AuszeichnungChartplatzierungen (Jahr, Titel, Platzierungen, Wochen, Auszeichnungen, Anmerkungen) | Höchstplatzierung, Gesamtwochen, AuszeichnungChartplatzierungen (Jahr, Titel, Platzierungen, Wochen, Auszeichnungen, Anmerkungen) | Anmerkungen                        |
| Jahr | Titel                   | DE | UK | US | AU | Anmerkungen                        |
| ---- | ----------------------- | --- | --- | --- | --- | ---------------------------------- |
| 1983 | Greatest Hits           | — | — | US7 ×5Fünffachplatin · (51 Wo.)US                                                                                                 | AU aAU | Erstveröffentlichung: Oktober 1983 |
| 2003 | Ultimate Air Supply     | — | — | US186 (1 Wo.)US | — | Erstveröffentlichung: Juni 2003    |
| 2012 | The Ultimate Collection | — | — | — | AU38 (3 Wo.)AU | Erstveröffentlichung: Mai 2012     |

Weitere Kompilationen
- 1983: Making Love … The Very Best Of
- 1985: Greatest Hits Vol. II
- 1992: The Very Best of Air Supply
- 1992: Air Supply Collection
- 1992: The Air Supply Story Vol. 1
- 1999: The Definitive Collection
- 1999: The Ultimate Collection … Millennium (Box mit 2 CDs)
- 2001: Sweet Dreams: The Encore Collection
- 2003: Forever Love: 36 Greatest Hits 1980–2001
- 2004: Platinum and Gold Collection
- 2005: Love Songs
- 2005: Arm: Air Supply
- 2005: Always & Forever: Very Best of Air Supply (30th Anniversary) (mit DVD)
- 2006: Collections
- 2007: The Best of Air Supply: Ones That You Love
- 2007: Best of Air Supply: Perfect Collection
- 2007: It Was 30 Years Ago Today 1975–2005
- 2009: The Collection
- 2009: Greatest Hits: Steel Box Collection
- 2009: Free Love
- 2009: 2009 Tour Souvenir Edition
- 2009: Essential
- 2009: From the Heart
- 2010: Playlist: The Very Best of Air Supply
- 2012: Ballad Kings

### Singles
| Jahr | Titel Album                                                          | Höchstplatzierung, Gesamtwochen, AuszeichnungChartplatzierungen (Jahr, Titel, Album, Platzierungen, Wochen, Auszeichnungen, Anmerkungen) | Höchstplatzierung, Gesamtwochen, AuszeichnungChartplatzierungen (Jahr, Titel, Album, Platzierungen, Wochen, Auszeichnungen, Anmerkungen) | Höchstplatzierung, Gesamtwochen, AuszeichnungChartplatzierungen (Jahr, Titel, Album, Platzierungen, Wochen, Auszeichnungen, Anmerkungen) | Höchstplatzierung, Gesamtwochen, AuszeichnungChartplatzierungen (Jahr, Titel, Album, Platzierungen, Wochen, Auszeichnungen, Anmerkungen) | Anmerkungen                                             |
| Jahr | Titel Album                                                          | DE | UK | US | AU | Anmerkungen                                             |
| --- | -------------------------------------------------------------------- | --- | --- | --- | --- | ------------------------------------------------------- |
| 1980 | Lost in Love                                                         | — | — | US3 Gold · (23 Wo.)US | AU aAU | Erstveröffentlichung: Januar 1980                       |
| 1980 | All Out of Love Lost in Love                                         | — | UK11 Gold · (11 Wo.)UK | US2 ×2Doppelplatin · (27 Wo.)US | AU aAU | Erstveröffentlichung: Mai 1980                          |
| 1980 | Every Woman in the World Lost in Love                                | — | — | US5 (22 Wo.)US | AU aAU | Erstveröffentlichung: Oktober 1980                      |
| 1981 | The One That You Love                                                | — | — | US1 Gold · (19 Wo.)US | AU aAU | Erstveröffentlichung: Mai 1981                          |
| 1981 | Here I Am (Just When I Thought I Was over You) The One That You Love | — | — | US5 (20 Wo.)US | AU aAU | Erstveröffentlichung: September 1981                    |
| 1981 | Sweet Dreams The One That You Love                                   | — | — | US5 (20 Wo.)US | AU aAU | Erstveröffentlichung: Dezember 1981                     |
| 1982 | Even the Nights Are Better Now and Forever                           | — | UK44 (4 Wo.)UK | US5 Gold · (18 Wo.)US | AU aAU | Erstveröffentlichung: Juni 1982                         |
| 1982 | Young Love Now and Forever                                           | — | — | US38 (9 Wo.)US | AU aAU | Erstveröffentlichung: September 1982                    |
| 1982 | Two Less Lonely People in the World Now and Forever                  | — | — | US38 (14 Wo.)US | AU aAU | Erstveröffentlichung: November 1982                     |
| 1983 | Making Love Out of Nothing at All Greatest Hits                      | DE57 (6 Wo.)DE | UK80 (5 Wo.)UK | US2 ×2Doppelplatin · (25 Wo.)US | AU aAU | Erstveröffentlichung: Juli 1983                         |
| 1985 | Just as I Am Air Supply                                              | — | — | US19 (15 Wo.)US | AU aAU | Erstveröffentlichung: Mai 1985                          |
| 1985 | Power of Love (You Are My Lady) Air Supply                           | — | — | US68 (6 Wo.)US | AU aAU | Erstveröffentlichung: Juli 1985                         |
| 1986 | Lonely Is the Night Hearts in Motion                                 | — | — | US76 (8 Wo.)US | AU aAU | Erstveröffentlichung: Juli 1986                         |
| 1993 | Goodbye The Vanishing Race                                           | — | UK66 (2 Wo.)UK | — | — | Erstveröffentlichung: November 1993                     |
| Folgende Lieder erschienen nicht als Single, wurden aber durch das Album zum Download und Streaming bereitgestellt und konnten somit eine Platzierung erlangen: |                                                                      | | | | |                                                         |
| |                                                                      | | | | |                                                         |
| 1987 | Sleigh Ride The Christmas Album                                      | DE81 (2 Wo.)DE | — | — | — | Charteinstieg: 30. Dezember 2022 Original: The Ronettes |

Weitere Singles
- 1976: Love and Other Bruises
- 1977: Empty Pages
- 1981: Keeping the Love Alive
- 1982: Now and Forever
- 1986: Stars in Your Eyes
- 1986: One More Chance
- 1987: Selections from „The Christmas Album“
- 1991: Without You
- 1995: Unchained Melody

## Auszeichnungen für Musikverkäufe
| Goldene Schallplatte - Australien - 1977: für das Album Air Supply - 2006: für das Album Love Collection - It Was 30 Years Ago Today 1975-2005 - Hongkong - 1982: für das Album Lost in Love - 1982: für das Album The One That You Love - 1988: für das Album Greatest Hits Vol. II - Kanada - 1980: für die Single All Out of Love - 1981: für die Single The One That You Love - 1983: für die Single Making Love Out of Nothing at All - 1985: für das Album Air Supply - Neuseeland - 2022: für das Album The Ultimate Collection - 2023: für die Single Making Love Out of Nothing at All Platin-Schallplatte - Australien - 1982: für das Album The One That You Love - Hongkong - 1988: für das Album Greatest Hits - Kanada - 1982: für das Album Now and Forever - Neuseeland - 1983: für das Album Greatest Hits - 2022: für die Single All Out of Love | 2× Platin-Schallplatte - Argentinien - 1992: für das Album Greatest Hits - Kanada - 1982: für das Album The One That You Love - 1984: für das Album Greatest Hits 3× Platin-Schallplatte - Kanada - 1982: für das Album Lost in Love |

Anmerkung: Auszeichnungen in Ländern aus den Charttabellen bzw. Chartboxen sind in ebendiesen zu finden.
| Land/RegionAuszeichnungen für Musikverkäufe (Land/Region, Auszeichnungen, Verkäufe, Quellen) | Gold       | Platin       | Verkäufe   | Quellen                                                        |
| -------------------------------------------------------------------------------------------- | ---------- | ------------ | ---------- | -------------------------------------------------------------- |
| Argentinien (CAPIF)                                                                          | —          | 2× Platin2   | 120.000    | capif.org.ar (Memento vom 20. August 2011 im Internet Archive) |
| Australien (ARIA)                                                                            | 2× Gold2   | Platin1      | 105.000    | aria.com.au                                                    |
| Hongkong (IFPI/HKRIA)                                                                        | 3× Gold3   | Platin1      | 50.000     | ifpihk.org                                                     |
| Kanada (MC)                                                                                  | 4× Gold4   | 8× Platin8   | 1.025.000  | musiccanada.com                                                |
| Neuseeland (RMNZ)                                                                            | 2× Gold2   | 2× Platin2   | 72.500     | aotearoamusiccharts.co.nz NZ2 NZ3                              |
| Vereinigte Staaten (RIAA)                                                                    | 4× Gold4   | 13× Platin13 | 15.500.000 | riaa.com                                                       |
| Vereinigtes Königreich (BPI)                                                                 | Gold1      | —            | 400.000    | bpi.co.uk                                                      |
| Insgesamt                                                                                    | 16× Gold16 | 27× Platin27 |            |                                                                |